# Своллоу, Стив
Стив Своллоу (Steve Swallow, полное имя Stephen W. Swallow) — американский джазовый контрабасист, бас-гитарист, композитор.

## Биография
Стив Своллоу родился 4 октября 1940 года в небольшом городке Фэр-Лон, штат Нью-Джерси, где и прошло его детство. Стивен начал играть на фортепиано, потом на трубе, в 14 лет перешёл на контрабас. В 1960 году, окончив Йельский университет, где он изучал композицию, обосновался в Нью-Йорке. Первым серьёзным составом, в который попал Стив Своллоу, стало трио Пола Блея, одного из создателей новых идей свободного джаза.
Следующим составом, в котором играл Стив, стало трио также с участием Пола Блея, в котором лидером был кларнетист Джимми Джюфри. Стиль музыки можно определить как тяготеющий к академическому авангарду. Сотрудничество длилось с 1960 по 1962 год.
Далее Своллоу участвовал в секстете ещё одного джазового новатора, Джорджа Расселла, создателя лидийской концепции ладовой организации, послужившей основой для ладового джаза.
С 1964 года басист участвует в квартете трубача Арта Фармера. Тогда же он начинает композиторскую деятельность. В том же 1964 году ведущий джазовый журнал Down Beat по результатам опроса джазовых критиков назвал Стива Своллоу новой звездой.
В 1967 году начинается долгое и плодотворное сотрудничество музыканта с Гэри Бёртоном. Они познакомились, выступая совместно в коллективе Стэна Гетца. В дальнейшем они записали вместе с Бёртоном более 20 альбомов. Началось их сотрудничество с увлечения музыкантов стилями фьюжн и джаз-рок. Своллоу постепенно переходит на электробас, который в этих стилях более уместен. В начале 70-х Стив одним из первых джазовых басистов полностью отказывается от акустического инструмента, предпочитая 5-струнную модификацию бас-гитары, на которой он играет медным медиатором, причём особенностью его стиля стали замысловатые гитарные соло в верхнем регистре.
В это же время он сотрудничает с пианистами Артом Лэндом и Майклом Ноком в Сан-Франциско, а также с Майклом Гиббсом. С 1974 по 1976 год он преподаёт в колледже Бёркли. Параллельно в составе ритм-секции он участвует в ансамблях Диззи Гиллеспи, Стива Лэйси, Майкла Брекера, Майкла Мантлера.
В 1974 году Своллоу отправляется в Калифорнию, где совместно с Гэри Бёртоном начинает сотрудничество с фирмой грамзаписи ECM records. Соответственно с этим, в стиле музыканта произошёл новый поворот в сторону стиля, который джазовые критики определяют как стиль ECM и который связан с синтезом джаза с различными музыкальными течениями и жанрами, в первую очередь, с академической и народной музыкой.
С конца 70-х годов Своллоу много сотрудничает с пианисткой Карлой Блей, которая становится и спутницей его жизни.
Таким образом, Стив Своллоу был и остаётся одним из самых востребованных басистов в джазовой музыке. Стилистический диапазон его музыки чрезвычайно широк: трудно назвать стиль джаза начиная с «эры свинга», где бы он не внёс свою лепту — от свинга с Бенни Гудменом и бибопа Гиллеспи до авангарда Пола Блея, от босса-новы с Аструд Жильберту до джаз-рока и стиля фьюжн.
Как композитор Стив Своллоу написал немало композиций, исполняемых многими музыкантами. Среди них можно назвать «Falling Grace», «Eiderdown», «Сhelsea Bells», «Hotel Hello».